# Минко Баръмов
Минко Димитров Баръмов е български адвокат и политик.

## Биография
Роден е през 1885 г. в Ловеч. Завършва право и след това дълги години е адвокат. Избиран е за народен представител. През 1940 г., заедно със съпругата си Ана, подаряват на читалищната библиотека в Ловеч 485 тома книги. Умира през 1963 г.